# Александр Юрьевич Монастырь
Алекса́ндр Ю́рьевич Монасты́рь (1-я пол. XIV века) — безудельный князь смоленский из Рюриковичей.
Предположительный родоначальник фамилии Монастырёвых, а также её ветвей — Аладьиных, Безносовых, Безсоновых, Бурухиных, Блиновых, Кнутовых, Мусоргских, Сапоговых, Соломиных, Судаковых и Цыплятевых.

## Биография
Согласно описаниям родословцев отцом Александра был князь Юрий, «брат меньшой» Фёдора Святославича Смоленского, который по мнению современных исследователей соответствует безудельному князю Юрию Святославичу Смоленскому. Юрий женился на ярославской княжне, дочери князя Василия Ярославского. Вскоре после рождения Александра Юрьевича умер его отец, и воспитание ребёнка взяла на себя его бабка по линии матери — вдовствующая княгиня Анастасия Ярославская, вырастившая князя Александра в монастыре, где жила сама. Отсюда пошло его прозвание Монастырь.

## Семья
У князя Александра Юрьевича Монастыря было 3 сына:
- Дмитрий, воевода Дмитрия Донского, погиб в 11 августа 1378 в битве на реке Воже с татарами мурзы Бегича и имел 5 дочерей;
- Иван, боярин верейского и можайского князя Андрея Дмитриевича, родоначальник позднейших Монастырёвых, а также Безносовых, Безсоновых и Судаковых;
- Василий, родоначальник Аладьиных, Бурухиных, Блиновых, Кнутовых, Мусоргских, Сапоговых, Соломиных и Цыплятевых.

Уже сыновья Александра Монастыря утратили княжеский титул.